# Catasphalma kautziella
Catasphalma kautziella är en fjärilsart som beskrevs av Hans Rebel 1935. Catasphalma kautziella ingår i släktet Catasphalma och familjen Symmocidae. Inga underarter finns listade i Catalogue of Life.